# Словацкая информационная служба
Словацкая информационная служба (словац. Slovenská informačná služba, SIS) — спецслужба Словакии, учреждённая 15 февраля 1993 года в качестве правопреемника Федеральной информационной службы безопасности Чехословакии (контрразведывательной службы). Служба занимается как разведывательной, так и контрразведывательной деятельностью (при этом военной разведкой занимается отдельное ведомство).

## Задачи службы
Основные
- Пресечение деятельности иностранных разведчиков и разведывательных служб
- Сохранность секретных документов
- Защита интересов Словацкой Республики

Совместные с полицией задачи:
- Борьба против кибертерроризма и иных преступлений с использованием современных технологий
- Борьба с организованной преступностью
- Обеспечение безопасности и защита прав граждан Словацкой Республики

## Структура
Работа Словацкой информационной службы основана на так называемой интегрированной разведывательной модели — служба занимается и разведкой, и контрразведкой. Директор Словацкой информационной службы назначается президентом Словакии на основании кандидатуры, предложенной Правительством Словакии; Национальному совету Словакии он отчитывается минимум раз в год о выполнении задач.
Согласно официальному сайту службы, её штат на 60% состоит из мужчин и на 40% из женщин. Из сотрудников 11% — люди моложе 30 лет, 47% — люди в возрасте от 31 до 40 лет, 30% — люди в возрасте от 41 до 50 лет и 12% — люди в возрасте от 50 лет. 68% сотрудников службы имеют высшее образование.

## История

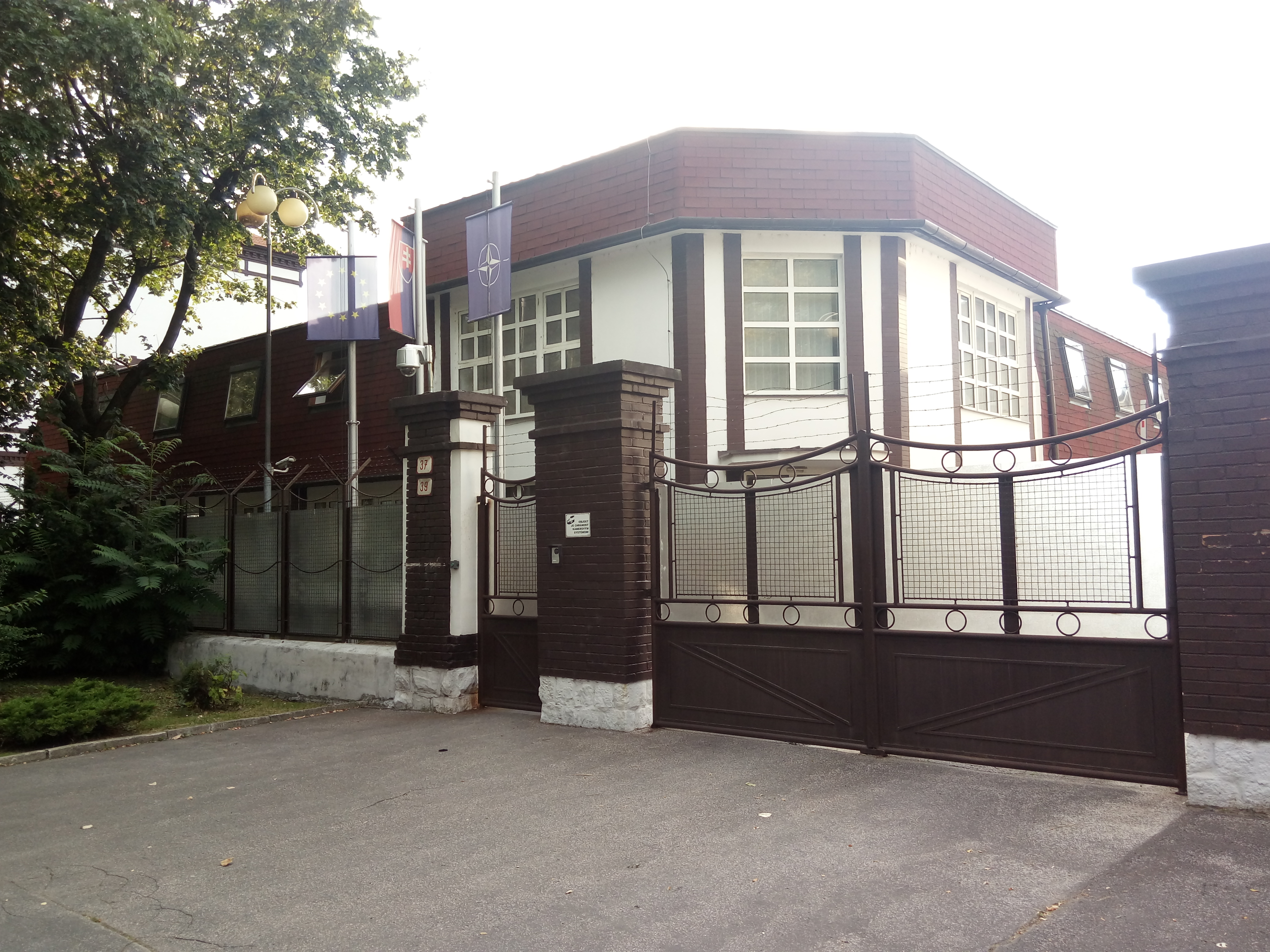
Штаб-квартира Словацкой информационной службы в Братиславе

Словацкая Республика провозгласила свою независимость 1 января 1993 года после оформленного юридически распада Чехословакии 31 декабря 1992 года; в тот же день прекратила существование Федеральная информационная служба безопасности Чехословакии (словац. Federálna bezpečnostná informačná služba). В первые дни существования независимой республики у неё не было никакой разведслужбы. 21 января 1993 года Парламент Словакии принял законопроект № 46 «О Словацкой информационной службе», который вступил в силу 15 февраля 1993 года.
Именно в этот день была образована Словацкая информационная служба, считавшаяся преемником Федеральной информационной службы безопасности, но возложившая на себя, помимо контрразведывательных обязанностей, и обязанности по ведению внешней политической разведки (ведомство внешней разведки, аналогичное чешскому Управлению по внешним связям и информации, в Словакии не появилось). Первым директором Словацкой информационной службы был Владимир Митро, который ушёл в отставку в 1995 году, позже утверждая, что от него требовали организовать негласное наблюдение за конкретными журналистами.
В дальнейшем правительство Владимира Мечьяра изменило законодательство так, что главу Словацкой информационной службы назначал уже не президент Словакии, а правительство.
3 мая 2012 года президент Иван Гашпарович назначил Яна Валко директором Словацкой информационной службы после того, как 27 апреля 2012 года правительство Роберта Фицо одобрило его кандидатуру.
6 июля 2016 года президент Андрей Киска назначил Антона Шафарика на этот пост. Назначение Шафарика вызвало много вопросов, поскольку прежде деятельностью в сфере безопасности он не занимался. Шафарик был известен как президент Корпуса добровольцев Мальтийского ордена в Словакии (словац. Zbor dobrovoľníkov Maltézskeho rádu na Slovensku) и один из организаторов визита папы римского Иоанна Павла II в Словакию. Неформально он был представителем Словацкой национальной партии.
6 апреля 2020 года правительство утвердило кандидатуру Владимира Пчолинского на пост директора Словацкой информационной службы, и 15 апреля 2020 года президент Зузана Чапутова официально назначила Пчолинского. Формально кандидатуру утвердил премьер-министр, неофициально — партия «Мы — семья».
11 марта 2021 года Национальное криминальное агентство полицейского корпуса Словакии арестовало Пчолинского по подозрению в коррупции. 14 марта он подал в отставку, 18 марта отставка принята президентом.
20 апреля 2021 года Борис Коллар выдвинул кандидатуру Михала Алача, бывшего заместителя директора СИС, а 28 апреля его кандидатура была официально одобрена. Алач был утверждён в должности 6 мая 2021 года.

## Скандалы
За время пребывания Иваны Лексы на посту директора службы она неоднократно оказывалась замешанной в политических скандалах. Один из наиболее громких скандалов произошел в августе 1995 года, когда спецслужбу обвинили в похищении сына президента Михала Ковача, его вывозе в Австрию и избиениях, а также в убийстве свидетеля по этому делу Роберта Ремиаша в апреле 1996 года и многих других преступлениях.
27 октября 1998 года премьер-министр Владимир Мечьяр отправил Лексу в отставку, а 15 апреля 1999 года тот был взят под арест по требованию прокурора и пробыл в тюрьме 95 дней, прежде чем был освобождён 19 июля того же года под залог. Ориентировочно в мае 2000 года Лекса покинул страну, а 10 июля он был объявлен в розыск Интерполом и был арестован через два года в ЮАР.
В январе 2003 года лидер политической партии «Альянс нового гражданина» (АНО) Павол Руско заявил, что Словацкая информационная служба записывала его телефонный разговор с журналистом газеты SME: запись была обнаружена в системе прослушивания, используемой МВД Словакии совместно со Словацкой информационной службой. Министр Владимир Палко не смог объяснить попадание записи в систему, сказав, что у Словацкой информационной службы больше контроля над функционированием прослушивающего оборудования. Следователям так и не удалось установить, каким образом были сделаны записи и кто имел доступ к устройству, а 11 марта 2003 года занимавший тогда пост директора Словацкой информационной службы Владимир Митро подал в отставку.

## Директоры
- Владимир Митро[словац.] (21 января 1993 — 23 февраля 1995)
- Иван Лекса[словац.] (18 апреля 1995 — 27 октября 1998)
- Рудолф Жиак[словац.] (27 октября — 3 ноября 1998)
- Владимир Митро[словац.] (3 ноября 1998 — 31 марта 2003)
- Ладислав Питтнер (4 апреля 2003 — 26 июля 2006)
- Йозеф Магала[словац.] (27 июля 2006 — 25 августа 2010)
- Карол Митрик[словац.] (25 августа 2010 — 3 мая 2012)
- Ян Валко[словац.] (3 мая 2012 — 6 июля 2016)
- Антон Шафарик[словац.] (6 июля 2017 — 6 апреля 2020)
- Владимир Пчолинский (6 апреля 2020 — 18 марта 2021)
- Михал Алач[словац.] (6 мая 2021 — 23 августа 2023)
- Томаш Рулишек (23 августа 2023 — 26 августа 2024)
- Павол Гашпар (с 26 августа 2024)